# Eugerres lineatus
Eugerres lineatus és una espècie de peix pertanyent a la família dels gerrèids.

## Descripció
- Pot arribar a fer 18 cm de llargària màxima.[6][7]

## Alimentació
Menja petits invertebrats bentònics, algues i, ocasionalment, peixets.

## Hàbitat
És un peix marí, bentopelàgic i de clima tropical (27°N- 5°N).

## Distribució geogràfica
Es troba al Pacífic oriental: el golf de Califòrnia fins a Colòmbia.

## Observacions
És inofensiu per als humans.